# Tanygnathus
Tanygnathus Wagler, 1832 è un genere di uccelli della famiglia Psittaculidae.

## Tassonomia
Comprende le seguenti specie:
- Tanygnathus megalorynchos (Boddaert, 1783) - pappagallo beccogrosso
- Tanygnathus lucionensis (Linnaeus, 1766) - pappagallo nucazzurra
- Tanygnathus sumatranus (Raffles, 1822) - pappagallo groppazzurra
- Tanygnathus gramineus (J.F.Gmelin, 1788) - pappagallo dalle redini